# Departure
Daparture är ett musikalbum med Jesse McCartney från 2008. Detta album är Jesses tredje album. Albumet släpptes i en ny version 2009 som heter "Departure: Recharged".

## Låtlista Departure
1. Leavin' (James Bunton, Corron Ty Cole, Terius Nash, Christopher Stewart) - 3:40
2. It's Over (Ezekiel Lewis, Balewa Muhammad, Candice Nelson, Brian Kennedy, Sean Smith) - 4:09
3. Rock You med Sean Garrett (Sean Garrett, Robert Gerongco, Samuel Gerongco) - 3:10
4. How Do You Sleep? (Sean Garrett, Raymond Oglesby) - 3:44
5. Into Ya (Sean Garrett, Walter Scott) - 3:47
6. Make Up (Kwamé Holland, Theron Thomas, Timothy Thomas) - 3:54
7. My Baby (Evan Bogart, Jesse McCartney, J. R. Rotem) - 3:33
8. Told You So (Eric Hudson, Claude Kelly, Jesse McCartney, Frankie Smith) - 4:03
9. Relapse (Theron Thomas, Timothy Thomas, A. Towns) - 3:38
10. Runnin' (Brian Kennedy, Ezekiel Lewis, Balewa Muhammad, Candice Nelson, Patrick Smith) - 3:45
11. Freaky (J. Thomas, Theron Thomas, Timothy Thomas) - 3:39
12. Not Your Enemy (Eric Hudson, Claude Kelly, Jesse McCartney) - 4:14
13. Bleeding Love (bonuslåt) (Jesse McCartney, Ryan Tedder) - 3:51

## Låtlista Departure: Recharged
1. Leavin' (James Bunton, Corron Ty Cole, Terius Nash, Christopher Stewart) - 3:40
2. It's Over (Ezekiel Lewis, Balewa Muhammad, Candice Nelson, Brian Kennedy, Sean Smith) - 4:09
3. Rock You med Sean Garrett (Sean Garrett, Robert Gerongco, Samuel Gerongco) - 3:10
4. How Do You Sleep? (remix) med Ludacris (Sean Garrett, Raymond Oglesby) - 3:44
5. Into Ya (Sean Garrett, Walter Scott) - 3:47
6. Make Up (Kwamé Holland, Theron Thomas, Timothy Thomas) - 3:54
7. My Baby (Evan Bogart, Jesse McCartney, J. R. Rotem) - 3:33
8. Told You So (Eric Hudson, Claude Kelly, Jesse McCartney, Frankie Smith) - 4:03
9. Relapse (Theron Thomas, Timothy Thomas, A. Towns) - 3:38
10. Runnin' (Brian Kennedy, Ezekiel Lewis, Balewa Muhammad, Candice Nelson, Patrick Smith) - 3:45
11. Freaky (J. Thomas, Theron Thomas, Timothy Thomas) - 3:39
12. Not Your Enemy (Eric Hudson, Claude Kelly, Jesse McCartney) - 4:14
13. Oxygen (Eric Hudson, Claude Kelly, Jesse McCartney) - 4:02
14. Crash & Burn (Jesse McCartney, Brian Kennedy, Andre Merritt) - 3:18
15. Body Language med T-Pain (Jesse McCartney, James Bunton, Corron Ty Cole) - 3:39
16. In My Veins (Jesse McCartney, James Bunton, Corron Ty Cole) - 4:16

## Singlar
- Leavin'
- It's Over
- How Do You Sleep? med Ludacris
- Body Language med T-Pain